# Филд, Чарльз Уильям
Чарльз Уильям Филд (Charles William Field) (6 апреля 1828 — 9 апреля 1892) — американский кадровый офицер, служивший в армии США и позже — в армии КША в годы гражданской войны. Его дивизия считалась одной из лучших в Северовирджинской армии. После войны он одно время служил советником в Египте.

## Ранние годы
Филд родился на фамильной плантации «Airy Mount» в округе Вудфорд, в Кентукки. Его родители эмигрировали из Вирджинии, а его отец был другом Генри Клея. При содействии Клея и Эндрю Джексона президент Джеймс Полк направил его в академию Вест-Пойнт. Филд окончил академию 27-м из 43 кадетов в выпуске 1849 года и был определен временным вторым лейтенантом во 2-й драгунский полк. Его направили на пограничную службу в Нью-Мексико (Техас) и на Великие равнины. В 1855 году он был повышен до первого лейтенанта и направлен во вновь сформированный 2-й кавалерийский полк, которым командовал тогда полковник Альберт Сидни Джонстон. В 1856 Филд вернулся в Вест-Пойнт как инструктор по кавалерийской тактике (с 13 сентября 1856 по 16 марта 1861 года). 31 января 1861 года он был повышен до капитана.

## Гражданская война
Когда началась война, Филд уволился из армии США (30 мая 1861), покинул Вест-Пойнт и отправился в Ричмонд, где предложил свои услуги Конфедерации. Ему поручили организовать кавалерийскую школу в Эшланде (Вирджиния). В июле он стал майором 6-го Вирджинского кавполка, а в ноябре — полковником. В марте 1862 года его повысили в звании до бригадного генерала и поручили командовать пехотной бригадой. Эта вирджинская бригада насчитывала 4 пехотных полка:
- 40-й Вирджинский пехотный полк: полк. Джон Брокенбро
- 47-й Вирджинский пехотный полк: полк. Роберт Майо
- 55-й Вирджинский пехотный полк: полк. Фрэнсис Мэллори
- 60-й Вирджинский пехотный: полк. Уильям Старк

Эта бригада была включена в так называемую «Легкую дивизию» генерала Эмброуза Хилла, и в июне 1862 года приняла участие в Кампании на полуострове. Затем Филд участвовал во Втором сражении при Бул-Ране, где был тяжело ранен в ногу. Рана едва не повлекла ампутацию ноги, но врачам удалось спасти ногу. Тем не менее, на выздоровление у Филда ушел почти год. За время его отсутствия бригадой Филда командовали Джон Брокенбро и Генри Хет. В мае 1863 года Филд ещё передвигался на костылях, но был ограниченно допущен к военной службе: до июля он служил в военном департаменте. Впоследствии он ещё девять месяцев занимался вербовочной работой.
Филд вернулся к полевой службе в феврале 1864 года, когда прибыл в армию в Теннесси, где участвовал в суде над генералом Мак-Лоузом. Повышенный до генерал-майора, он получил под своё командование бывшую дивизию Джона Худа. Во время сражения в Глуши он получил два небольших ранения, однако остался в строю. Когда генерал Лонгстрит был ранен в Глуши, Филд временно принял командование Первым корпусом, но вскоре его сменил Ричард Андерсон, который был старше по званию и имел больше военного опыта. Дивизия Филда участвовала в сражениях при Спотсильвейни и при Колд-Харборе, а затем — в обороне Петерсберга. 16 августа 1864 года, во время сражения при Дип-Боттом, федеральный отряд Альфреда Терри прорвал позиции противника, но Филд сумел организовать контратаку, оттеснить федералов и тем спасти Петерсберг. После сдачи Петерсберга Филд отступил на запад с остальной армией и 9 апреля капитулировал у Аппоматтокса. Его дивизия, численностью около 5000 человек, до последнего дня сохранила свою боеспособность.

## Послевоенная карьера
После войны Филд занимался бизнесом в Мэриленде и Джорджии. В 1875 году он предпринял путешествие за границу и поступил на службу к Измаил-Паше, хедиву Египта, в качестве полковника инженерных войск. Он помогал тренировать египетских офицеров. Позже служил генеральным инспектором. В 1877 году он вернулся в США и ему предлагали должность привратника Палаты представителей, однако факт иностранной службы автоматически лишал его гражданства. Ему помог бывший генерал Конфедерации Эппа Хантон, который заявил, что Филд служил по частному контракту и не давал клятвы верности хедиву. И Филда приняли на службу.
С 1881 по 1888 он служил инженером, а позже некоторое время — суперинтендантом Заповедника Хот-Спрингс (Позже — Национальный Парк Хот-Спрингс). Он умер в Вашингтоне и был похоронен в Балтиморе, на Лаудон-Парк-Сементери.